# Meleagros của Macedonia
Meleagros của Macedonia (Hy Lạp: Μελέαγρος) là em trai của Ptolemaios Keraunos và là con của Ptolemaios I Soter và Eurydice. Meleagros trị vì được hai tháng vào năm 279 TCN cho đến khi ông bị quân đội Macedonia ép buộc nhường lại ngôi vua cho Antipater Etesias.